# Florițoaia Veche, Ungheni
Florițoaia Veche este satul de reședință al comunei cu același nume din raionul Ungheni, Republica Moldova.

## Istorie
Satul Florițoaia este atestată documentar pentru prima dată în 1642, într-un uric de vânzare a satului Ciuerști, în care este menționat în calitate de martor Toader Boldescu din Florițoaia:
„Adecă noi, Albul, și Pârniachia, și Vasilie, și Tănasie și Ursul, cumnatul nostru, ficiorii lui Grigorie, nepoții lui Mihăilă Ciurei, și eu, Mihalcea, cu toți frații mici, fiiciorii lui Ostahie, scriem și mărturisim cu acest zapis al nostru cum noi, de bunăvoia noastră, de nimeni nevoiți, nici asupriți, am vândut a noastră direaptă ocină și moșie, a patra parte de sat de Ciurești, de la ținutul Iașilor, la gura Delei, unde dă Delea în apa Prutului,...

Și cându am făcut aiastă tocmală fost-au câțiva oameni buni, anume: popa Vărdzari de Berești, și popa den Țuțora, și Toma den Ceteriani, și Mihail de Oișiani, și Toader Boldescul den Florițoaia, și Dăgărancea de la Prut, și Dănilă den Gângurești, și Pântea den Mândzești, și Bilțu de acolo și alți mulți oameni buni. ...

Și cu, Șaidir, am scris cându au înhlat anii de la Zidirea Lumii 7151 <1642>, în târg în Iași. În luna lui noiembrie 26, și să se știe.”

## Personalități

### Născuți în Florițoaia Veche
- Dumitru Crudu (n. 1967), poet și dramaturg din Republica Moldova.
- Radmila Popovici (n. 1972), poetă, scriitoare și textieră din Republica Moldova.
- Petru Racoviță (1960); prim solist al Teatrului de operă și balet din Chișinău; Artist al poporului din 2011.
- Nina Ermurache (1949); artist de muzică populară.